# Martín Tovar y Tovar
Pour les articles homonymes, voir Tovar.
Martín Tovar y Tovar est un peintre vénézuélien né à Caracas le 10 février 1827 et mort dans la même ville le 17 décembre 1902. Il est l'un des peintres majeurs de son pays au XIXe siècle.

## Biographie
Né à Caracas au Venezuela, Tovar y Tovar fit ses études à la Escuela de Dibujo à Caracas. En 1850, il se rend en Espagne dans le but d'étudier à  la Real Academia de Bellas Artes de San Fernando à Madrid. Il étudie également à l'École des Beaux-arts de Paris entre 1852 et 1855. À son retour à Caracas, Tovar y Tovar enseigne et devient directeur de l' Academia de Bellas Artes de Venezuela.
À partir de 1872, Tovar y Tovar se fait connaître par de nombreuses expositions au Venezuela. Le président Antonio Guzmán Blanco l'encourage à peindre des tableaux d'Histoire du Venezuela.
Martín Tovar y Tovar meurt à Caracas le 17 décembre 1902 à l'âge de 75 ans. Il est enterré au Panthéon national du Venezuela.
Son œuvre a inspiré d'autres peintres tels Antonio Herrera Toro et Arturo Michelena.

## Œuvres
Ses œuvres les plus connues sont :

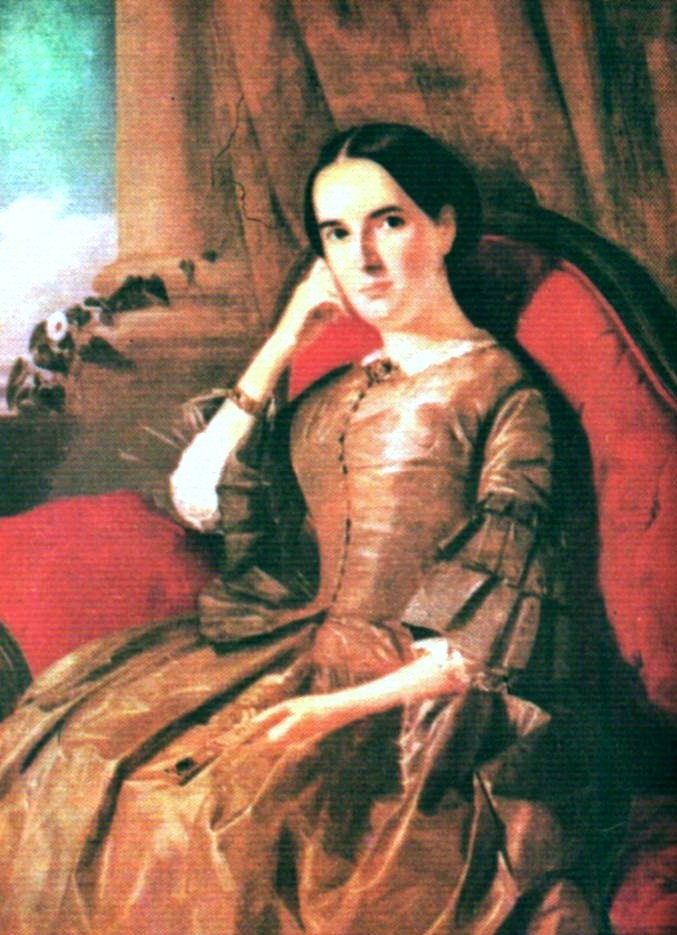
Anita Tovar de Zuluaga.

- Batalla de Carabobo (Bataille de Carabobo)
- Batalla de Boyacá (Bataille de Boyacá)
- Batalla de Junín
- Ayacucho y los Retratos de doña Juan Vernie (Bataille d'Ayacucho)
- Anita Tovar de Zuloaga
- Josefina Gil de Zamora
- Antonio Tovar
- Soublette
- Monagas